# John Hagelin
John Samuel Hagelin, född 9 juni 1954 i Pittsburgh, Pennsylvania, är en amerikansk kvantfysiker, förespråkare för transcendental meditation (TM) och flerfaldig presidentkandidat för Natural Law Party, senast år 2000.
Hagelin har forskat vid kärnforskningscentret CERN i Genève och vid Stanford Linear Accelerator Center i USA, där han gett bidrag till Enhetlig fältteori. Hagelin är professor i fysik vid det TM-anknutna Maharishi University of Management i Fairfield, Iowa.
Hagelin är president för Global Union of Scientists for Peace, en organisation bestående av forskare som förespråkar fred genom transcedental meditation, som de även menar kan användas för att motverka terrorism.
Hagelin har skrivit boken Manual for a Perfect Government där han beskriver sina idéer om hur modern vetenskap och vedisk vetenskap kan användas för att skapa en effektiv administration.
Hagelin har under lång tid ägnat sig åt TM-anknuten forskning om medvetandets natur och ursprung, och även forskning på högre medvetandetillstånd hos människan.
Han tilldelades Kilby International Awards 1992. I november 2012 framträdde han på den prestigefyllda TED-konferensen. Han har också framträtt i filmerna What the Bleep Do We Know!? och The Secret.
Han var en av grundarna av Natural Law Party 1992, och ställde upp som partiets presidentkandidat i valen 1992, 1996 och 2000.

## Publikationer (ett urval)
- (1979) John S. Hagelin. "Weak mass mixing, CP violation, and the decay of b-quark mesons", Physical Review D, 20(11), 2893, 1 december.
- (1981) Sally Dawson, John S. Hagelin, Lawrence Hall. "Radiative corrections to sin2θW to leading logarithm in the W-boson mass", Physical Review D, 23, 1 June, 2666.
- (1981) John S. Hagelin. "Mass mixing and CP violation in the B0-B0 system", Nuclear Physics B, 193(1), 21 december, 123–149.
- (1982) John Ellis, John Hagelin, D. V. Nanopoulos. "Spin-zero leptons and the anomalous magnetic moment of the muon", Physics Letters B, 116(4), 14 October, 283–286.
- (1983) John Ellis, John S. Hagelin. "Weak symmetry breaking by radiative corrections in broken supergravity", Physics Letters B, 125(4), 2 June, 275–281.
- (1984) John Ellis, J. S. Hagelin. "Supersymmetric relics from the big bang", Nuclear Physics B, 238(2), 11 June, 453–476.
- (1984) John Ellis, John S. Hagelin, et al. "Search for violations of quantum mechanics", Nuclear Physics B, 241(2), 23 July, 381–405.
- (1985) John Ellis, John S. Hagelin. "Cosmological constraints on supergravity models", Physics Letters B, 159(1), 12 september, 26–31.
- (1986) John S. Hagelin, Gordon L. Kane. "Cosmic ray antimatter from supersymmetric dark matter", Nuclear Physics B, 263(2), 20 January, 399–412.
- (1987) John S. Hagelin. "Is Consciousness the Unified Field? A Field Theorist's Perspective", Modern Science and Vedic Science, 1, 29–87.
- (1988) I. Antoniadis, John Ellis, J. S. Hagelin, D. V. Nanopoulos. "Gut model-building with fermionic four-dimensional strings", Physics Letters B, 205(4), 5 May, 459–465.
- (1989) John S. Hagelin. "Restructuring Physics from its Foundation in Light of Maharishi's Vedic Science", Modern Science and Vedic Science, 3(1), 3–72.
- (1990) John S. Hagelin, Stephen Kelley. "Sparticle masses as a probe of gut physics", Nuclear Physics B, 342(1), 24 september, 95–107.
- (1992) Alon E. Faraggi, John S. Hagelin, et al. "Sparticle spectroscopy", Physical Review D, 45(9), 1 May, 3272.
- (1993) Lawrence Connors, Ashley J. Deans, and John S. Hagelin. "Supersymmetry mechanism for naturally small density perturbations and baryogenesis, Physical Review Letters D, 71, 27 december, 4291.
- (1994) John S. Hagelin, S. Kelley, Toshiaki Tanaka. "Supersymmetric flavor-changing neutral currents: exact amplitudes and phenomenological analysis", Nuclear Physics B, 415(2), 7 March, 293–331.
- (1998) John S. Hagelin. Manual for a Perfect Government: How to harness the laws of nature to bring maximum success to governmental administration, Fairfield: Maharishi University of Management Press.
- (1999) John S. Hagelin, et al. "Effects of Group Practice of the Transcendental Meditation Program on Preventing Violent Crime in Washington, D.C.", Social Indicators Research, 47(2), June, 153–201. doi:10.1023/A:1006978911496